# Jan Szczepanik
Jan Szczepanik, född 13 april 1872 i Rudniki nära Mostyska i nuvarande Ukraina, död 1926 i Tarnów var en polsk kemist och uppfinnare. Han var en pionjär inom teknik för färgfoto, film och television, med flera hundra patent. Han har kallats "den polske Edison".
1897 fick han tillsammans med Ludwig Kleiberg brittiskt patent på ett "telektroskop" (ibland skrivet telelektroskop, en stavelse längre), ett elektromekaniskt system för överföring av bilder. Det var förmodligen den första praktiskt fungerande föregångaren till televisionen. Ordet telektroskop var känt redan 1877 som beteckning på idén att elektriskt överföra bilder, och idén spreds genom den fantasifulla skönlitteraturen långt innan den blev praktisk verklighet.